# Lars Andersson (fotbollsspelare)
Karl Lars Andersson, född 30 januari 1927, död 12 december 1992, var en svensk fotbollsspelare som representerade Gais och Djurgårdens IF i allsvenskan.
Andersson kom till Gais från BK Derby 1948. Han spelade högerinner och sågs som ett stort framtidslöfte. Han kallades "Landsfiskalen" på grund av sin studieinriktning eller "Derby-Lasse" på grund av sin tidigare klubb. I Gais blev det 20 matcher och 4 mål på två säsonger innan han flyttade till Djurgårdens IF inför säsongen 1950/1951. För Djurgården blev det dock bara två matcher (inga mål) för Andersson. Han tog sig senare efternamnet Widerström.